# Nawiedzenie Najświętszej Maryi Panny

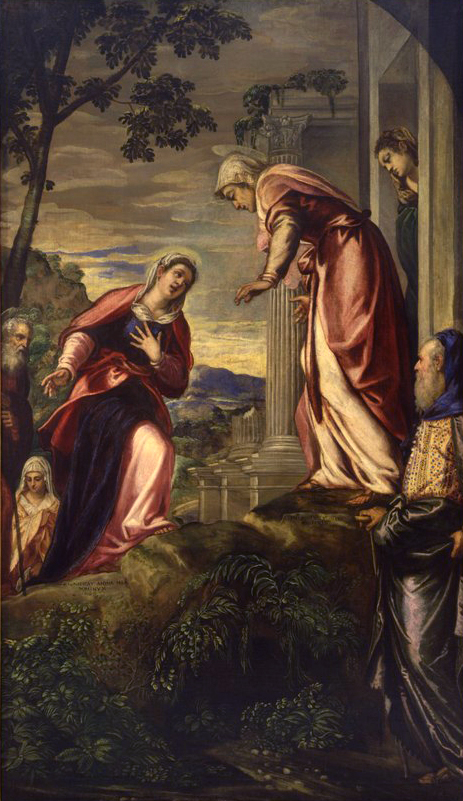
Jacopo Tintoretto Nawiedzenie

Nawiedzenie Najświętszej Maryi Panny (trad. Matki Bożej Jagodnej) – święto liturgiczne obchodzone w Kościele katolickim 31 maja a w luteranizmie i anglikanizmie 2 lipca.
Święto wspomina nawiedzenie św. Elżbiety przez Maryję.

W tym czasie Maryja wybrała się i poszła z pospiechem w góry do pewnego miasta w [pokoleniu] Judy. Weszła do domu Zachariasza i pozdrowiła Elżbietę. Gdy Elżbieta usłyszała pozdrowienie Maryi, poruszyło się dzieciątko w jej łonie, a Duch Święty napełnił Elżbietę.

Powstało w 1263 z inicjatywy św. Bonawentury, generała zakonu franciszkańskiego, który wprowadził je we wszystkich wspólnotach braci mniejszych. Do liturgii powszechnej zostało wprowadzone przez Bonifacego IX w 1389. Aż do Reformy liturgicznej Pawła VI wprowadzonej w 1969 obchodzono je 2 lipca. Papież Bonifacy IX polecił je obchodzić w 1389, a oficjalnie ustanowione zostało w 1441 podczas Soboru w Bazylei.
W 1969 papież Paweł VI przesunął obchody tego święta na dzień 31 maja, by wypadało ono po święcie Zwiastowania Najświętszej Marii Panny (25 marca), a przed Narodzeniem św. Jana Chrzciciela (24 czerwca), co bardziej odpowiada relacji ewangelicznej. W tradycyjnym rzymskokatolickim kalendarzu liturgicznym, w Kościele Starokatolickim Mariawitów oraz w Kościele Katolickim Mariawitów święto nawiedzenia św. Elżbiety przez Najświętszą Maryję Pannę przypada nadal 2 lipca, podobnie jak na niemieckim obszarze językowym, wtedy obchodzone jest również przez niektóre Kościoły ewangelickie, np. Kościół Ewangelicki w Niemczech czy Kościół Ewangelicko-Augsburski w RP. W Kościele Anglii 2 lipca pozostał datą alternatywną
W Kościele katolickim pierwsze czytanie mszalne jest fragmentem proroctwa Sofoniasza (3, 14-18). Czytany jest również fragment Ewangelii Łukasza, w której opisane jest spotkanie Maryi z Elżbietą (1, 39-56). W Kościele Ewangelickim w Niemczech i Kościele Ewangelicko-Augsburskim w RP lekcją starotestamentową jest Iz 11, 1-5, a w wielu anglojęzycznych Kościołach niekatolickich używających Revised Common Lectionary – 1 Sm 2, 1-10.